# Accord collectif
 (janvier 2009).
Alors que la convention collective a pour vocation de traiter, pour toutes les catégories professionnelles intéressées, l'ensemble des questions visées à l'article L.2221-1 du code du travail (anciennement, article L. 131-1), l'accord collectif traite seulement un ou un certain nombre de ces sujets. (Article L132-2 remplacé par l’article L2221-2 à partir du 1er mai 2008).

On distingue alors les accords en fonction de leur champ d’application :
- Accord d'entreprise
- Accord d'établissement
- Accord de groupe
- Accord professionnel
- Accord interprofessionnel

## Textes de référence
- Ordonnance 2007-329 du 12 mars 2007
- La loi no 2008-67 du 21 janvier 200.
- Direction des relations du travail (bureau NC1), Ministère de l’emploi, du travail et de la cohésion sociale -Bureau de la communication externe-Bureau de la gestion, des moyens et du droit de la communication, Négociation collective : La nouvelle donne !, juin 2004.